# Grancona
Grancona är en ort och frazione i kommunen Val Liona i provinsen Vicenza i regionen Veneto i Italien. 
Grancona upphörde som kommun den 17 februari 2017 när den tillsammans med San Germano dei Berici bildade den nya kommunen Val Liona. Den tidigare kommunen hade 1 883 invånare (2016).